# Reuben Radding
Reuben Radding (* 1966 in Washington, D.C.) ist ein US-amerikanischer Jazzbassist, Komponist und Toningenieur, der vor allem im Bereich des Creative Jazz und der Neuen Improvisationsmusik bekannt ist.

## Leben und Wirken
Radding begann seine Musikerkarriere in der Punkszene von Washington DC. Nach seinem Umzug nach New York 1988 studierte er Kontrabass bei Mark Dresser und Komposition bei Edgar Grana; starken Einfluss auf seine musikalische Entwicklung hatte William Parker. Er spielte in verschiedenen Genres von Avantgarde Jazz über Swing, Folk, Pop bis hin zu Klezmer und Kammermusik in der Downtown-Szene mit Musikern wie John Zorn, Elliott Sharp, Anthony Coleman, Andrea Parkins, Dave Douglas, Roy Campbell und Rashid Bakr. Mit Marc Ribot tourte er 1995 durch Europa und Kanada. Mit seiner eigenen Formation Myth Science spielte er Kompositionen von Sun Ra und legte das Album Love in Outer Space beim Knitting-Factory-Label vor. Radding war außerdem 1995 Mitbegründer des experimentellen Trios Refuseniks mit John Hollenbeck und Ted Reichman.
Anfang 1997 zog er nach Seattle; dort spielte er im Trio des Altsaxophonisten Wally Shoup und u. a. mit dort gastierenden Musikern wie Saadet Türköz, Carlo Actis Dato und Wolfgang Fuchs. 2001 trat er im Duo mit Daniel Carter auf dem Earshot Jazz Festival auf; der Konzertmitschnitt, der als Album Luminescence 2003 bei AUM Fidelity erschien, brachte ihm internationale Beachtung. Anfang 2002 kehrte er nach New York zurück und lebt seitdem in Brooklyn. Er arbeitete im eigenen Trio mit dem Vibraphonisten Matt Moran und dem Klarinettisten Oscar Noriega (Intersections, 2005) sowie im Improvisationstrio mit Tara Flandreau und Carrie Shull (The Branch Will Not Break, 2005). Er nahm auch Alben mit Ursel Schlicht, Stephen Gauci und Carlos Bechegas auf (zum Teil in Duobesetzung). Mit Nate Wooley und Mary Halvorson bildet er die Formation Crackleknob, die 2006 das gleichnamige Album auf HatHut Records einspielte. Ferner unterrichtete er Meisterklassen und hielt Workshops an Colleges, Universitäten und Highschools. Als Sideman arbeitete er mit verschiedenen Klezmer-Ensembles wie von Frank London. Radding betreibt in Brooklyn das Label Pine Ear Music und das Tonstudio STATS. In den letzten Jahren war er vornehmlich als Fotograf tätig.

## Diskographische Hinweise
- 2002: Gregg Keplinger / Reuben Radding / Daniel Carter: Language
- 2003: Daniel Carter / Reuben Radding: Luminiscence (AUM Fidelity Records)
- 2003: Wally Shoup Trio: Fusillades & Lamentations (Leo Records)
- 2005: Wally Shoup: Blue Purge (Leo)
- 2005: Ursel Schlicht / Reuben Radding: Einstein's Dreams (Konnex Records)
- 2006: Stephen Gauci / Reuben Radding / Todd Capp: The First Thrid (577 Records)
- 2007: Wally Shoup / Gust Burns / Reuben Radding / Greg Campbell:  The Levitation Shuffle (Clean Feed)
- 2007: Ryan Jewell / Reuben Radding / Nate Wooley: Rift (Smeraldina-Rima)
- 2007: Reuben Radding / Carlos Bechegas: Open Between (Forward)
- 2008: Ideal Bread Transmit: Vol. 2 of the Music of Steve Lacy (Cuneiform Records, mit Kirk Knuffke, Josh Sinton, Tomas Fujiwara)
- 2009: Transit (Jeff Arnal, Seth Misterka, Reuben Radding, Nate Wooley): Quadrologues (Clean Feed)
- 2009: Mary Halvorson, Reuben Radding & Nate Wooley: Crackleknob (hatOLOGY)
- 2019: Denman Maroney, Jack Wright & Reuben Radding: Fuse